# Wendy Hall
Wendy Hall (nascuda el 25 d'octubre de 1952) és una informàtica britànica. És professora d'informàtica a la Universitat de Southampton.

## Biografia
Wendy Hall va néixer a l'oest de Londres i es va educar a l'Ealing Grammar School for Girls. Va estudiar estudis de grau i postgrau en matemàtiques a la Universitat de Southampton. Va completar la seva Llicenciatura en Ciències (BSc) el 1974, i un doctorat en filosofia (PhD) el 1977. La seva tesi doctoral va ser titulada Automorphisms and coverings of Klein surfaces. Més tard va completar un Màster en Ciències en Informàtica a la City University London.
Hall va tornar a la Universitat de Southampton el 1984 per unir-se al recentment format grup d'informàtica, treballant en multimèdia i hipermèdia. El seu equip va inventar el sistema d'hipermèdia Microcosm (abans que existís la World Wide Web), que es va comercialitzar com una empresa nova, Multicosm Ltd.
Hall va ser nomenada la primera dona professora d'enginyeria de la Universitat l'any 1994. Després va exercir com a cap de l'Escola d'Electrònica i Ciències de la Computació de 2002 a 2007.
El 2006, juntament amb Tim Berners-Lee, Nigel Shadbolt i Daniel Weitzner, Hall es va convertir en directora fundadora del Web Science Research Initiative (WSRI). Actualment conegut com a Web Science Trust, el WSRI va ser originalment una col·laboració entre la Universitat de Southampton (ECS) i el MIT (CSAIL) que tenia com a objectiu coordinar i donar suport a l'estudi de la World Wide Web. Les activitats del WSRI van ajudar a establir formalment el concepte de Web Science, i Hall és ara Directora Executiva del Web Science Trust.

Hall va ser presidenta de la British Computer Society des del 2003-04 i de l'Associació per a la Maquinària Informàtica durant el 2008-10. Des del 2014, ha estat comissària de la Comissió Global sobre Governança d'Internet.
El 2017, Hall va ser nomenadat Regius Professor of Computer Science a la Universitat de Southampton.
El 2020, Hall va ser nomenada presidenta de l'Institut Ada Lovelace per la Fundació Nuffield, el finançador independent de l'organització, succeint a Alan Wilson.
Des del 2022, Dame Wendy és l'editora en cap de la Royal Society Open Science i va exercir com a presidenta de la Royal Society Publishing Board del 2017 al 2022.
El 2023 fou nomenada doctora honoris causa per la UOC.